# Fuglafjørður
Fuglafjørður es una localidad y un municipio de las Islas Feroe, en la isla de Eysturoy. El municipio tiene 1.530 habitantes en 2011 e incluye dos localidades: Fuglafjørður (la capital) y Hellur, con 1.511 y 19 habitantes, respectivamente.
El pueblo de Fuglafjørður es uno de los mayores de las Feroe. Posee un puerto pesquero importante para toda la región de Eysturoy. Hay además un astillero para barcos de arrastre, depósitos de petróleo y una boyante industria procesadora de pescado.
Su nombre significa, en feroés, fiordo de las aves.

## Historia

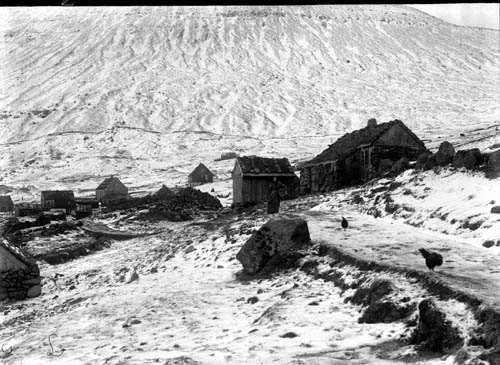
Fuglafjørður en 1899.

Fuglafjørður es de los asentamientos más antiguos de las Islas Feroe. Aunque su nombre aparece por primera vez en una fuente escrita hasta la época de la reforma protestante, a mediados del siglo XX se descubrieron restos arqueológicos que demuestran la colonización del lugar desde la era vikinga. A lo largo de la historia hubo en la zona pequeños asentamientos que al ir creciendo terminaron fusionándose hasta formar el actual Fuglafjørður.
La localidad de Hellur fue fundada en la década de 1840. Esta aldea nunca llegó a crecer considerablemente, manteniéndose siempre con escasa población.
El asentamiento de Kambsdalur, al sur de Fuglafjørður, fue creado en 1985, con lo que es uno de los asentamientos feroeses más nuevos.

## Geografía
El municipio de Fuglafjørður colinda al norte con el municipio de Runavík y al oriente y al sur con el municipio de Eystur. El pueblo de Fuglafjørður se localiza en la costa oriental de Eysturoy, en un lugar naturalmente bien protegido contra temporales, al fondo de una bahía que se extiende de noroeste a este y que desemboca en el estrecho Djúpini (que separa a Eysturoy de Kalsoy). El pueblo está rodeado de montañas, por el norte, este y suroeste. Un río corre de las montañas procedente del oeste para desembocar en el suroeste del pueblo. Al sur, en los límites con el municipio de Eystur, hay un estrecho valle costero donde se encuentra el asentamiento de Kambsdalur. Detrás de las montañas al norte de la capital, se encuentra la pequeña aldea de Hellur, en los márgenes de una pequeña bahía. Hellur está mal comunicada con la capital municipal, ya que aunque se localiza a escasos kilómetros al norte de ésta, la geografía no ha hecho posible una carretera directa. La única manera que tiene Fuglafjørður para comunicarse por vía terrestre es por medio de una carretera que corre hacia el sur, uniendo el pueblo con Norðragøta, la localidad más cercana, y con Leirvík.
Aproximadamente a 4 km al sur del centro de Fuglafjørður se encuentra Varmakelda, la única fuente de aguas termales de las Islas Feroe, a la que se le asocian poderes curativos.

## Demografía

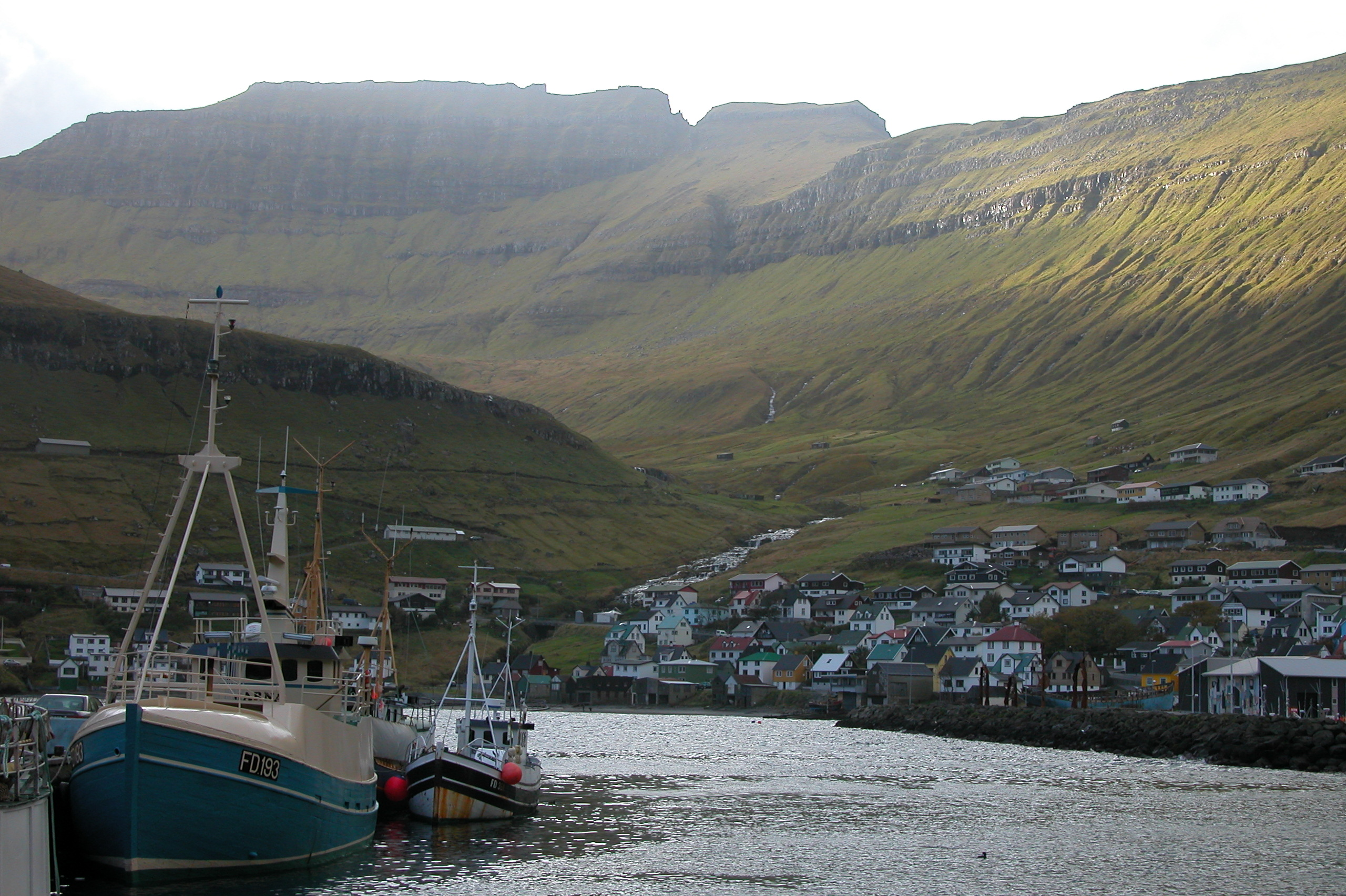
Fuglafjørður desde el puerto.

El pueblo de Fuglafjørður cuenta, en 2011, con una población de 1.511 habitantes. Además de este pueblo, también pertenece al municipio la pequeña aldea de Hellur, con sólo 19 habitantes. Kambsdalur, aunque separada geográficamente del pueblo de Fuglafjørður, estadísticamente no se considera una localidad separada.
El municipio ocupa el lugar número 8 en población en las Islas Feroe. Estadísticamente, el pueblo de Fuglafjørður es la cuarta localidad feroesa más poblada, tras Tórshavn, Hoyvík, Klaksvík y Argir.
La población ha venido lentamente a la baja desde 2003, cuando se registró una población de 1.560 personas. Si se comparan las cifras de 1985 con 2011, en aquel año había 1.636 personas en el municipio. En el mismo período de tiempo, la cifra más alta fue 1.688 en 1989, y la más baja 1.416 en 1996.
| Localidad    | Hab.(2011) |
| ------------ | ---------- |
| Hellur       | 19         |
| Fuglafjørður | 1.511      |
| TOTAL        | 1.530      |

## Cultura y deporte
Fuglafjørður cuenta con una escuela primaria de tamaño considerable. La escuela está ornamentada con un mural de los destacados pintores Hans Hansen e Ingálvur av Reyni. En Kambsdalur, al sur del centro del pueblo, se encuentra uno de los dos campus de la Escuela de Comercio de las Islas Feroe (el otro campus está en Tórshavn), un instituto de educación secundaria. Fuglafjørður también tiene una biblioteca pública.
La casa de la cultura es un sitio donde se celebran conciertos regionales y exposiciones artísticas. En el pueblo hay varios coros y artistas locales; estos últimos -entre los que destaca Øssur Mohr, toman parte en la exposición anual de Fuglafjørður.
Además del Ítróttarfelag Fuglafjarðar, club deportivo que cuenta con equipos de fútbol, voleibol, bádminton y remo, existe un club de natación que ocupa una piscina cubierta. Varios deportes de interior se practican en el centro deportivo de Kambsdalur.
Cada dos años, a inicios de julio, se celebra el Varmakeldustevna ("festival de Varmakelda"). El festival, que toma su nombre de las fuentes termales Vermakelda, incluye durante varios días exposición y venta de arte, conciertos, carnaval, gastronomía y competiciones de remo. 

## Religión

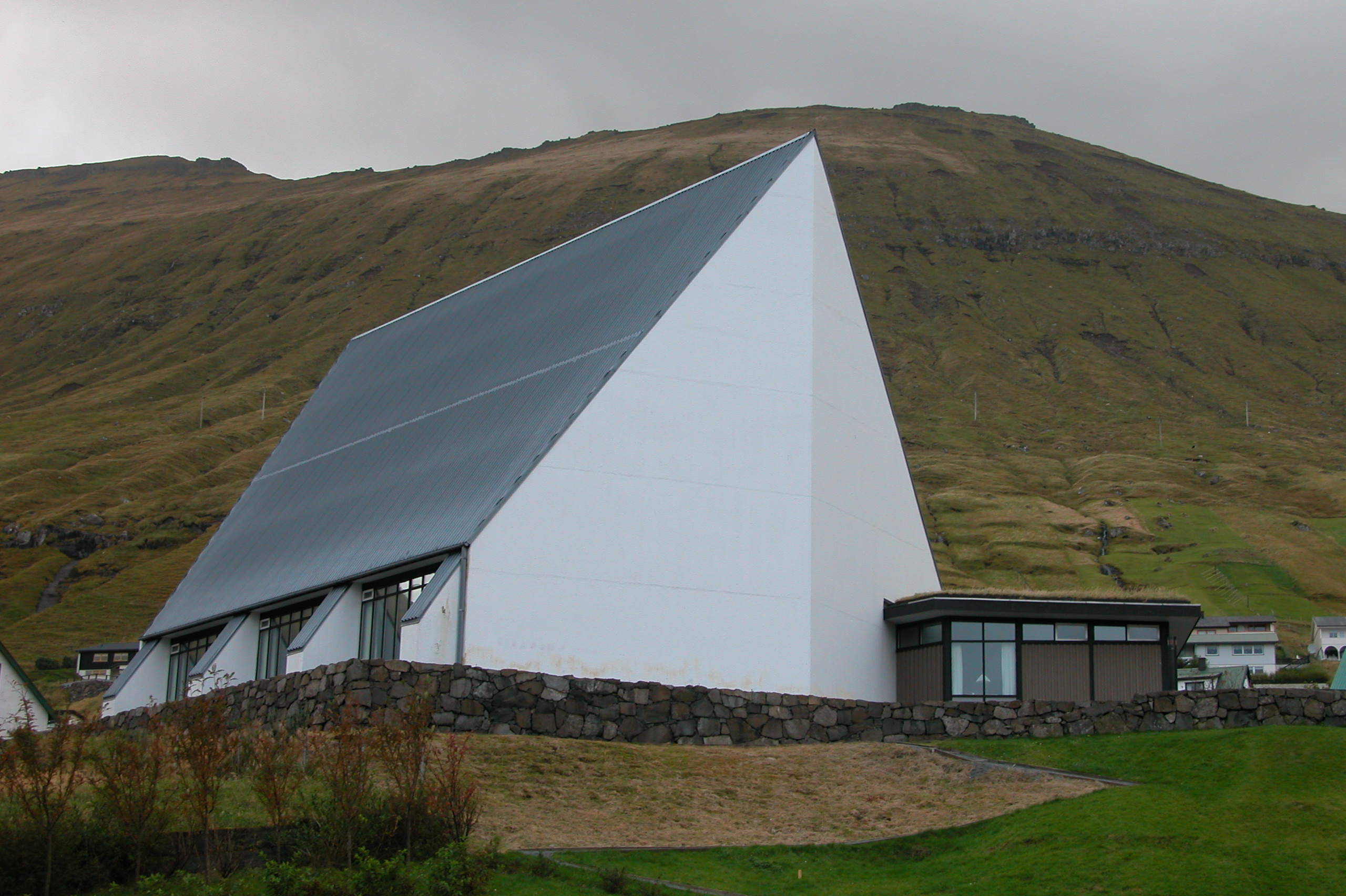
Iglesia de Fuglafjørður.

La iglesia de Fuglafjørður es un edificio moderno de 1984. Previamente hubo en el pueblo varias iglesias más. La última iglesia de madera, de arquitectura típica feroesa, fue construida en 1840; fue sustituida por una iglesia de piedra en 1871, que a su vez fue demolida para dar espacio a la iglesia actual.
Además de la Iglesia de las Islas Feroe, en Fuglafjørður también existe una pequeña comunidad de los Hermanos de Plymouth desde la década de 1920. Victor Danielsen, quien vivió en Fuglafjørður como misionero, dedicó 20 años de trabajo en la primera traducción de la Biblia al idioma feroés.

## Política
El municipio de Fuglafjørður fue creado en 1918 como una escisión del municipio de la parroquia de Eysturoy. Está gobernado por un concejo municipal integrado por 9 concejales de cuatro listas ciudadanas independientes. Su alcalde es Sigurð Simonsen desde 2009.

## Localidades hermanas
Las siguientes localidades tienen un hermanamiento con Fuglafjørður
- Ilulissat, Groenlandia
- Húsavík, Islandia
- Aalborg, Dinamarca